# Tafari Benti
Tafari Benti (nabij Addis Abeba, 1921 - Addis Abeba, 3 februari 1977), was een Ethiopisch brigadegeneraal. Hij was nauw betrokken bij de militaire staatsgreep van 12 september 1974, die een einde maakte aan het bewind van keizer Haile Selassie I van Ethiopië. In november 1974 werd Benti voorzitter van de militaire bestuurlijke raad, de DERGUE en daarmee de facto staatshoofd. Hij werd vermoord op 3 februari 1977. Mengistu Haile Mariam volgde hem als staatshoofd op. 